# Claire von Abegg
Claire von Abegg (* 29. Januar 1874 in Berlin; † 29. November 1935 in Berchtesgaden), geb. Clara Friderica Theodora von Frerichs, war eine deutsche Adlige und frühe Unterstützerin Adolf Hitlers.

## Leben
Clara von Frerichs war das dritte Kind des angesehenen Berliner Mediziners Friedrich Theodor von Frerichs (nobilitiert 1884) und dessen Ehefrau Clara, geb. Offelsmeyer (1849–1926). Ihre ältere Schwester Theda (1870–1946) heiratete den Offizier Franz von Edelsheim (1868–1939) und wurde die Mutter von Maximilian von Edelsheim. Der Rittmeister und Legationsrat Wilhelm von Frerichs (1876–1940) war ihr jüngerer Bruder.
Am 5. Februar 1901 heiratete Clara in Florenz den russischen Legations-Attaché Georges d’Abegg aus St. Petersburg. Vermutlich seit dieser Zeit bevorzugte sie die französische Namensform Claire. Es ist unbekannt, wo das Ehepaar bis nach dem Ersten Weltkrieg lebte.
Anfang der 1920er Jahre lebte die Baronin in Bayern, verkehrte in völkischen Kreisen und war mit dem Publizisten Dietrich Eckart befreundet. Ihr Mann war zu dieser Zeit offenbar schon tot. Er soll sich im Königssee ertränkt haben. Über Eckart lernte sie 1923 auch Adolf Hitler kennen, als beide nach dem Skandal beim Besuch von Reichspräsident Friedrich Ebert in München in Berchtesgaden untergetaucht waren. Sie machte großen Eindruck auf Hitler und erscheint noch fast 20 Jahre später an mehreren Stellen in den von Heinrich Heim aufgezeichneten Monologen Hitlers. Ebenso wie Hitler war sie Gast in der Pension Moritz und gehörte bald neben Eckart und Emil Gansser sowie Hermann Esser und dem Parteigründer Anton Drexler zu seiner Gesellschaft. In den Monologen wird sie so beschrieben: „Ein Skorpion war das: flachsblondes Haar, blaue Augen, Eckzähne mindestens eineinhalbmal so lang wie normale Zähne, ein englischer Typ.“ Claire von Abegg hatte gerade von der Gräfin Ortenburg das abgelegene Göllhäusl auf dem Vorderbrand erworben, in dem sie Eckart eine Zeit lang versteckte. Über das Haus kam es dann zu einem Prozess mit Bruno Büchner, dem Wirt der Pension Moritz bzw. des Platterhofs, der ebenfalls angab, das Haus erworben zu haben. Erst im Mai 1935 endete diese Auseinandersetzung mit einem Vergleich. Wie ihr Bruder war Claire von Abegg eine gute Bergsteigerin, konnte klettern „wie eine Bergziege“ und begleitete Hitler auf zahlreichen Bergwanderungen und der Besteigung des Jenner. Sie unterstützte Hitler und den Nationalsozialismus mit Geld- und Sachspenden und gehört „zu den wenig bekannten frühen Anhängern und Förderern Hitlers“.

### Vermeintliche Donatello-Büste
Claire von Abegg hatte, wohl in Italien, eine aus Ton modellierte Büste erworben. Diese war eine Kopie oder eine Zweitausführung der berühmten Büste des Niccolò da Uzzano, die damals Donatello zugeschrieben wurde. Über ihre Authentizität bestanden von Anfang an Zweifel. Claire von Abegg hielt sie für ein echtes Werk Donatellos, auch Wilhelm von Bode bescheinigte 1928, dass der Kopf sicher schon zu Lebzeiten Donatellos entstanden war. In einem Korb brachte Claire von Abegg den Kopf herauf zur Pension Moritz, um ihn Hitler zu zeigen. Dieser sollte für die Partei „fünfzig Prozent des Erlöses bekommen, das konnte hundert- oder hundertfünfzigtausend Goldmark ausmachen; wir wären über alle Schwierigkeiten der Inflation hinweggekommen“. Hitler glaubte jedoch nicht an die Echtheit des Kopfes; ein Verkauf kam nicht zustande. Er wurde, taxiert auf 250.000 bis 700.000 Reichsmark, Teil der Erbmasse und war zeitweilig im Tresor der Bezirkssparkasse Berchtesgaden und dann bis 1958 im Bayerischen Nationalmuseum deponiert. Erst 2021 kam der Kopf bei Hampel Fine Art Auctions in München in den Kunsthandel. Er wurde nun auf 40.000 bis 60.000 Euro geschätzt und erbrachte 45.000 Euro.

### Friesenhof

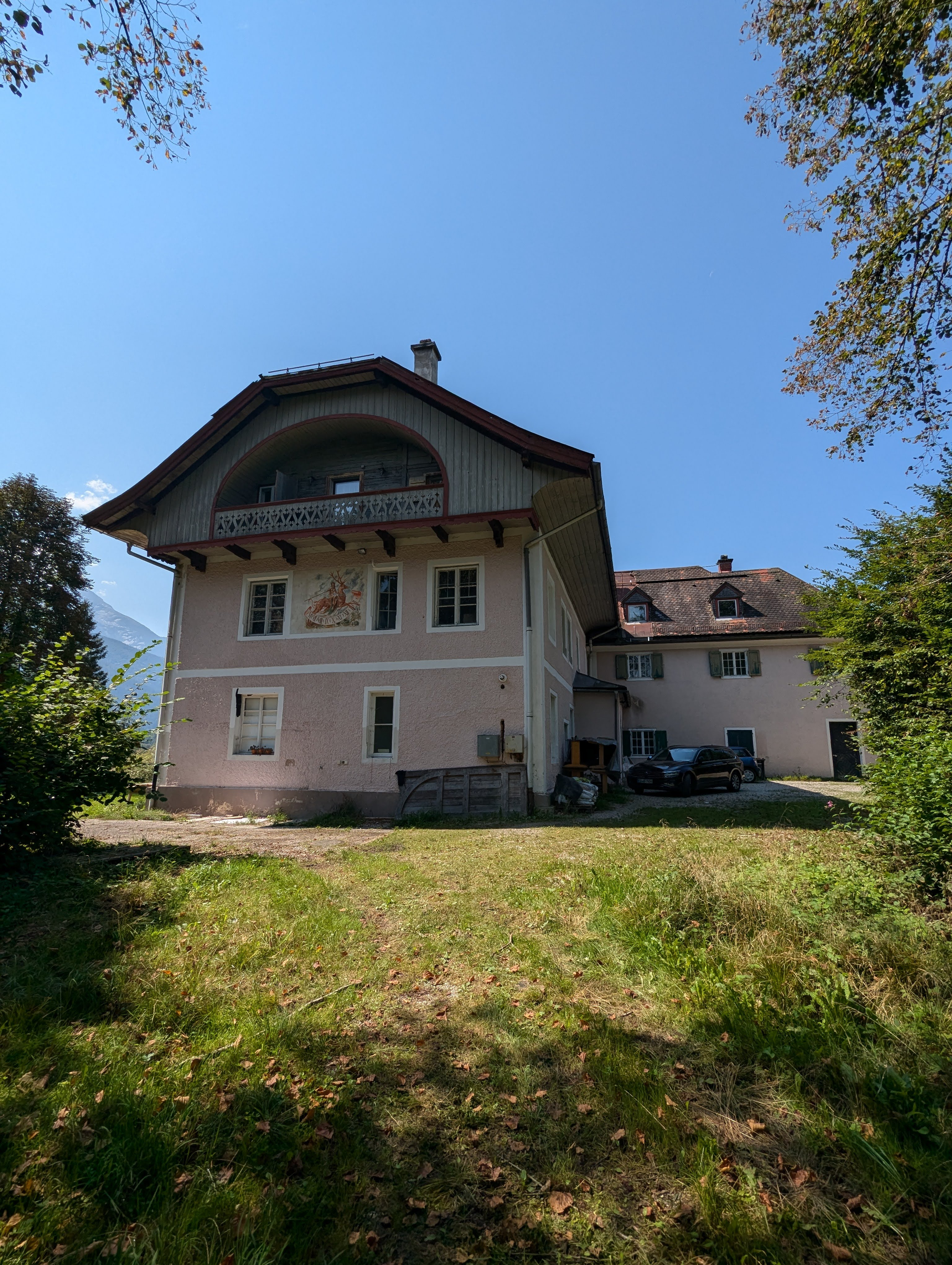
Friesenhof (2024)

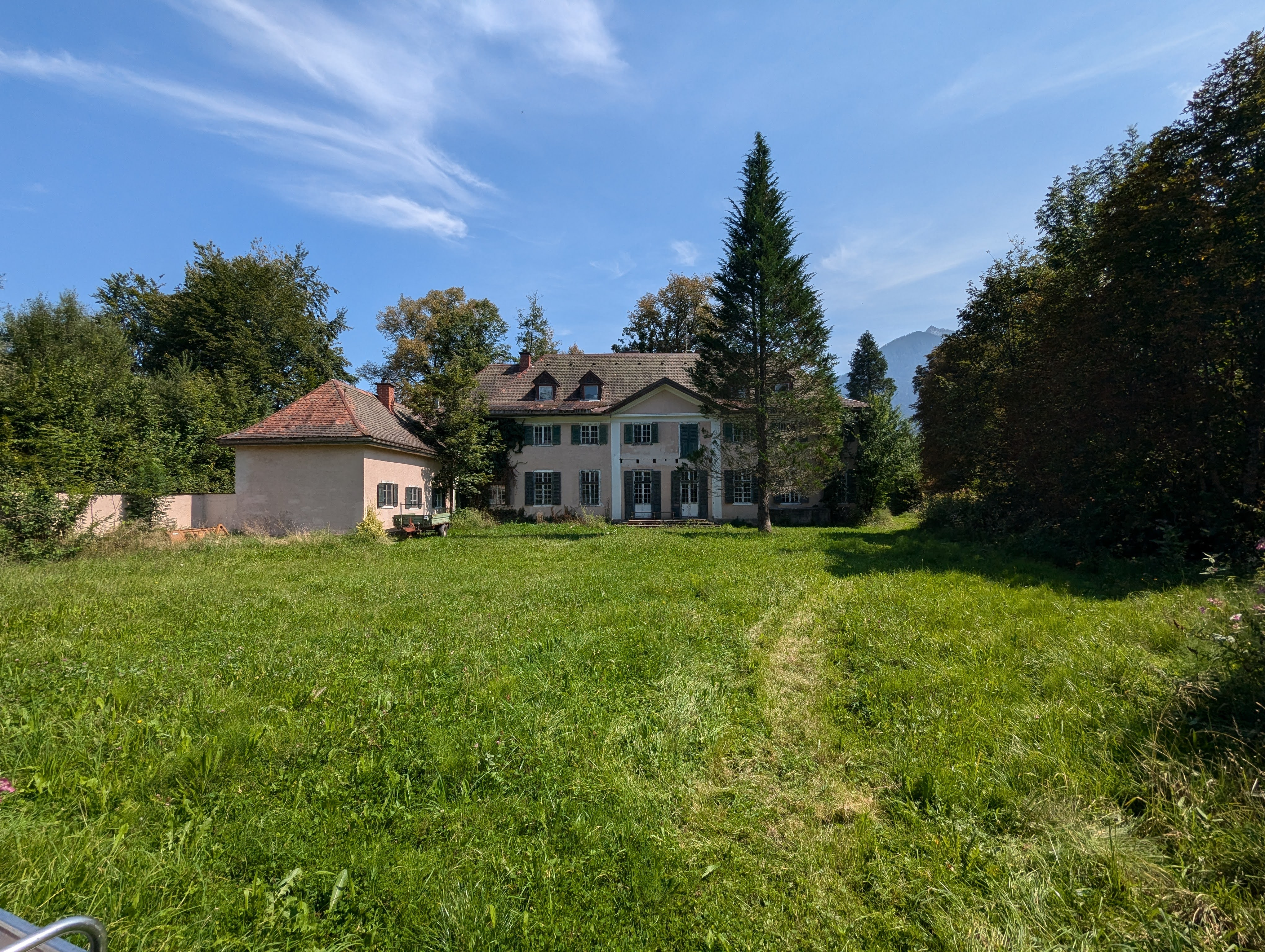
Friesenhof, Gartenansicht (2024)

Friedrich Theodor von Frerichs hatte im Ortsteil Strub von Bischofswiesen bei Berchtesgaden das halbe Semmlerlehen erworben und darauf eine Villa erbauen lassen, die er nach der friesischen Herkunft der Familie Frerichs Friesenhof nannte. Nach seinem Tod und der Heirat von Claire kam es über das Anwesen zu einer langjährigen Erbauseinandersetzung Claires, die in der Villa lebte, mit ihrem Bruder. Hinzu kamen politische Differenzen. Wilhelm von Frerichs vertrat als Legationsrat die Reichsregierung der Weimarer Republik in München, während Claire aktiv deren Gegner unterstützte. Wilhelm von Frerichs übertrug den Besitz 1923 an die von seiner Schweizer Frau Marguerite Vischer von Frerichs (1884–1944) eingerichtete Familienstiftung Sevogelstiftung mit Sitz im schweizerischen Schaffhausen. 1933 emigrierte Wilhelm von Frerichs, der der SPD nahestand, in die Schweiz. Der Streit war bei Claires Tod 1935 noch bei Gericht anhängig.

### Nachlass
Claire von Abegg starb am 29. November 1935 nach kurzer Krankheit. In ihrem Testament, das sie im Sommer 1935 ein halbes Jahr vor ihrem Tod verfasste, setzte sie ihre nationalsozialistischen Freunde Max Wutz (Kaufmann, Ehemann von Maria Wutz) und Emil Gansser zu gleichen Teilen als Erben ein. Max Wutz hatte ihr zur Deckung ihrer umfangreichen Prozesskosten ein Darlehen gewährt; daraufhin hatte sie ihm das Göllhäusl verpfändet. Wutz und Gansser gerieten über das Erbe bald in Streit. „Die Auseinandersetzungen um das Abegg’sche Erbe zogen sich bis nach Emil Ganssers Tod im Jahr 1941 hin und verliefen an vielen, teilweise undurchsichtigen Frontlinien zwischen Wutz, Emil Gansser bzw. später seinem Bruder Hans, Wilhelm von Frerichs und der ehemaligen Wirtschafterin des Friesenhofes, Lydia Jankowsky, die in allen Verästelungen nicht mehr rekonstruierbar sind.“
Über den Friesenhof kam es zu einer von Hitler arrangierten Einigung mit der Schweizer Stiftung. Danach wurde das Anwesen vom Deutschen Jugendherbergswerk erworben, um es, zusammen mit dem benachbarten Haus Hubertus von Georg von Yorry, als Erweiterungsfläche für das Vorzeigeprojekt der Jugendherberge Berchtesgaden zu nutzen. Der Krieg unterbrach jedoch die Erweiterungsbauten. Nach Kriegsende beantragte die Stiftung eine Restitution des Friesenhofes, da der Verkauf unter Druck erfolgt sei. Der Fall Sevogelstiftung – Familienstiftung, Schaffhausen vs. Land Bayern, Deutsches Jugendherbergswerk ging durch alle Instanzen bis zum Court of Restitution Appeals (CORA), der 1953 gegen die Stiftung entschied. Der Verkauf sei nicht in erster Linie zur Schädigung Frerichs’ geschehen und falle damit nicht unter das Militärregierungsgesetz Nr. 59. Das Haus blieb Teil des Jugendherbergsgeländes und ist bis heute (2024) erhalten; derzeit sind die Innenräume Kulisse für die Fernsehserie Watzmann ermittelt.
Das Gollhäusl sollte nach dem letzten Willen Claire von Abeggs in eine Dietrich-Eckart-Stiftung übergehen. Da die Verbindlichkeiten Claire von Abeggs die vorhandenen Sachwerte deutlich überstiegen, kam die nun als Dietrich-Eckart-Hütte bezeichnete Hütte 1937 über eine Zwangsversteigerung an den Reichsbund der Deutschen Beamten. 1943 wurde Martin Bormann (als Fiduziar für die NSDAP) im Grundbuch als Eigentümer eingetragen. Nach dem Krieg kam das Anwesen wie alle Grundstücke im Führersperrgebiet Obersalzberg unter die Kontrolle der United States Army. Diese nutzte es noch bis 2012 als Hinterbrand Lodge. Heute steht es leer.